# Judd Trump
Pour les articles homonymes, voir Trump.
Judd Trump est un joueur de snooker anglais né le 20 août 1989 à Bristol. Dans sa carrière, il a remporté 29 tournois classés (comptant pour le classement mondial) et onze autres tournois (dont les Masters 2019 et 2023). Parmi ses onze autres victoires, quatre sont des victoires sur des tournois classés mineurs. Il a aussi été no 1 mondial à plusieurs reprises.
En 2011, il atteint la finale du championnat du monde pour la première fois de sa carrière, il y est battu par John Higgins 18-15. Au cours du tournoi, Trump est impressionnant et élimine le champion du monde de 2010, Neil Robertson, ainsi que Martin Gould, Graeme Dott et Ding Junhui en demi-finale. En 2019, il atteint de nouveau la finale du championnat du monde, en éliminant à la suite Thepchaiya Un-Nooh, Ding Junhui, Stephen Maguire et Gary Wilson. En finale, il prend sa revanche sur Higgins qu'il bat 18-9.
En 2019-2020, Trump remporte un total de six tournois classés (championnat international 2019, Open mondial 2019, Open d'Irlande du Nord 2019, Masters d'Allemagne 2020, championnat des joueurs 2020 et Open de Gibraltar 2020), une première dans l'histoire du snooker. Pendant cette même saison, il devient seulement le deuxième joueur à compiler plus de 100 centuries en une seule saison.
En mai 2022, il dispute une troisième finale de championnat du monde et s'incline cette fois face à Ronnie O'Sullivan, après un parcours beaucoup plus décousu qu'en 2011 et 2019.
Trump dispose aussi de deux titres au Masters : en 2019 et 2023.
En fin d'année 2023, Trump devient l'un des rares joueurs à enchaîner trois titres consécutifs, soit 22 victoires de rang, après ses succès à l'Open d'Angleterre, l'Open de Wuhan et l'Open d'Irlande du Nord.
En 2024, il remporte l'édition inaugurale du Masters d'Arabie Saoudite, dont les primes sont comparables à celles du championnat du monde.
Il totalise également huit break maximum. Trump est surnommé « Mr. Haircut 100 », « The Ace in the Pack », « Danny the Boy », « Judd Triumph » et « Juddernaut » en raison de son style de jeu. Son deuxième surnom signifie « L'As dans le Paquet de Cartes » et lui a été attribué car Trump signifie « atout » en anglais. 
Trump est nommé membre de l'ordre de l'Empire britannique (MBE) en 2022, pour les services rendus au snooker et à la charité.

## Carrière

### Premières années (2005-2010)
Professionnel depuis 2005, Trump est le plus jeune joueur de l'histoire du snooker à avoir réalisé un 147 en compétition, à l'âge de 14 ans. Après des succès considérables dans les épreuves de jeunes, Trump devient en 2007 le troisième plus jeune joueur à participer au tableau final des championnats du monde de snooker derrière Stephen Hendry et Ronnie O'Sullivan. Il joue contre Shaun Murphy au premier tour et s'incline 10-6, après avoir mené 6-5.
Il réalise sa première demi-finale au Grand Prix en 2008. Après avoir bénéficié du retrait de Graeme Dott au premier tour, il bat Joe Perry 5-2 en 16e de finale, puis Ronnie O'Sullivan 5-4 en quart de finale. Il est battu à son tour par John Higgins, 6-4. Cette année-là, Trump gagne le tournoi de qualification au Masters, son premier titre chez les professionnels, ce qui lui offre une apparition dans ce prestigieux tournoi, où il est le seul qualifié à participer. Mais il est défait par Mark Allen au premier tour.
L'année suivante en 2009, il remporte la Ligue du championnat et se qualifie pour la Première ligue qui se déroule plus tard dans l'année. Trump remporte quatre des six matchs qu'il dispute, dont une victoire de prestige aux dépens de Ronnie O'Sullivan (4-2), et termine deuxième au classement du tournoi. Il échoue ensuite en demi-finale, battu 5-1 par O'Sullivan.
En août 2010, il crée la surprise en s'imposant au classique Paul Hunter. Trump termine l'année 2010 à la 30e place, sa première apparition dans le top 32 mondial.

### Premiers titres classés, vice-champion du monde etno1 mondial (2011-2014)
L'année 2011 voit les premiers succès de Trump au niveau professionnel. Vainqueur de l'Open de Chine, où il bat en finale Mark Selby et franchit la barre des cent centuries dans une carrière, finaliste du championnat du monde de snooker 2011, battu par John Higgins, et vainqueur de son premier tournoi majeur (championnat du Royaume-Uni) contre Mark Allen. Il s'impose ainsi comme un joueur de premier ordre dans sa discipline. Sur le circuit européen, il remporte aussi deux nouveaux tournois,.

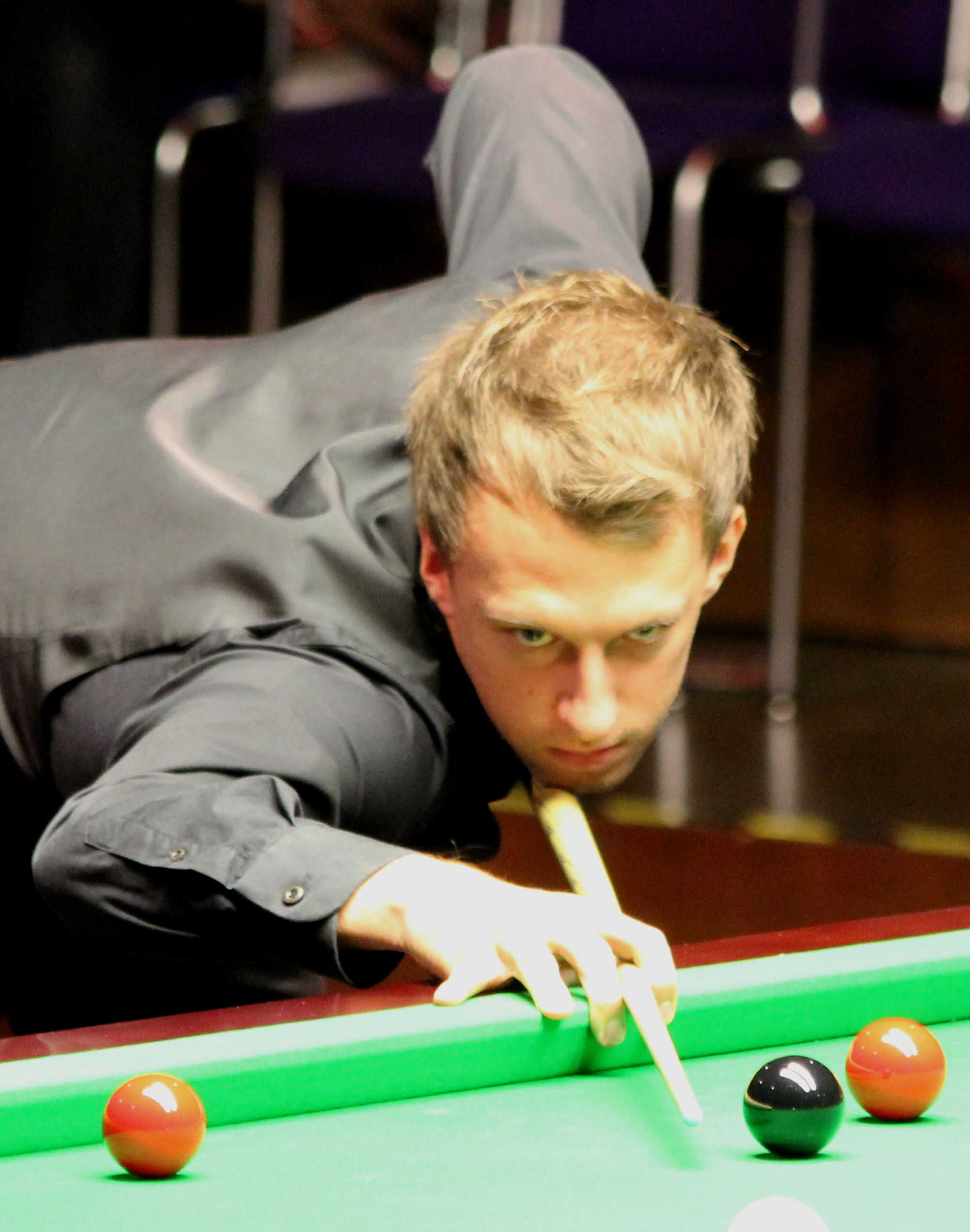
Judd Trump à la table lors du classique Paul Hunter 2012.

En septembre 2012, Trump atteint la finale du Masters de Shanghai et s'incline une nouvelle fois contre Higgins (10-9). Le 2 novembre 2012 au championnat international de Chengdu (Chine), il bat Peter Ebdon 9-1 en demi-finale ce qui lui permet de se hisser à la première place mondiale à seulement 23 ans, puis remporte ensuite le tournoi en battant en finale l'Australien Neil Robertson 10-8. Quelques jours après, il remporte l'Open de Bulgarie face à John Higgins. En fin de saison 2012-2013, Trump arrive au championnat du monde en grande forme et se dit bien préparé. Pour la deuxième année consécutive, il bat Dominic Dale au premier tour. Au second tour, il mène le Hong Kongais Marco Fu 8-7, puis remporte cinq frames d'affilée pour triompher 13-7. Trump affronte Shaun Murphy en quart de finale. Mené 8-3, Trump égalise le score à 8-8 à la fin de la deuxième session et remporte la frame décisive au bout de 53 minutes,. Il joue ensuite contre Ronnie O'Sullivan en demi-finale. Trump manque de nombreuses occasions durant la partie et s'incline sèchement 17-11. Il déclare après la rencontre qu'il a réalisé sa moins bonne prestation du tournoi.
Au Masters d'Allemagne en janvier 2014, il accède à la finale en ne perdant que quatre frames en chemin, où il est opposé à Ding Junhui. Trump termine la première session à égalité 4-4 mais perd cinq des six frames disputées lors de la suivante : il est battu par 9 frames à 5. Trump remporte le quatrième titre de classement de sa carrière, son premier depuis 20 mois, lors de l'Open d'Australie 2014. Il bat le favori du public, l'Australien Neil Robertson 9 frames à 5 en finale. Plus tard en novembre, il progresse jusqu'en finale du champion des champions. Trump est d'abord distancé par Ronnie O'Sullivan qui mène par 8 à 3 mais rattrape ensuite son retard en gagnant quatre frames d'affilée, en partie grâce à deux centuries. Toutefois, O'Sullivan remporte la rencontre 10-7. Trump et O'Sullivan se retrouvent également en finale du championnat du Royaume-Uni à York. O'Sullivan devance Trump et mène 9-4, au terme d'un début de partie décousue. Mais Trump réagit et remporte la 14e frame avec un century, puis les trois suivantes, là encore avec des breaks importants. À 9-8, alors qu'il accuse un retard de 59 points, Trump nettoie la table et remporte la manche pour prolonger le match dans une manche décisive inattendue, remportée par O'Sullivan, qui déclare à la fin du match que ce match est le plus éprouvant de sa carrière.

### Régularité au plus haut niveau (2015-2018)

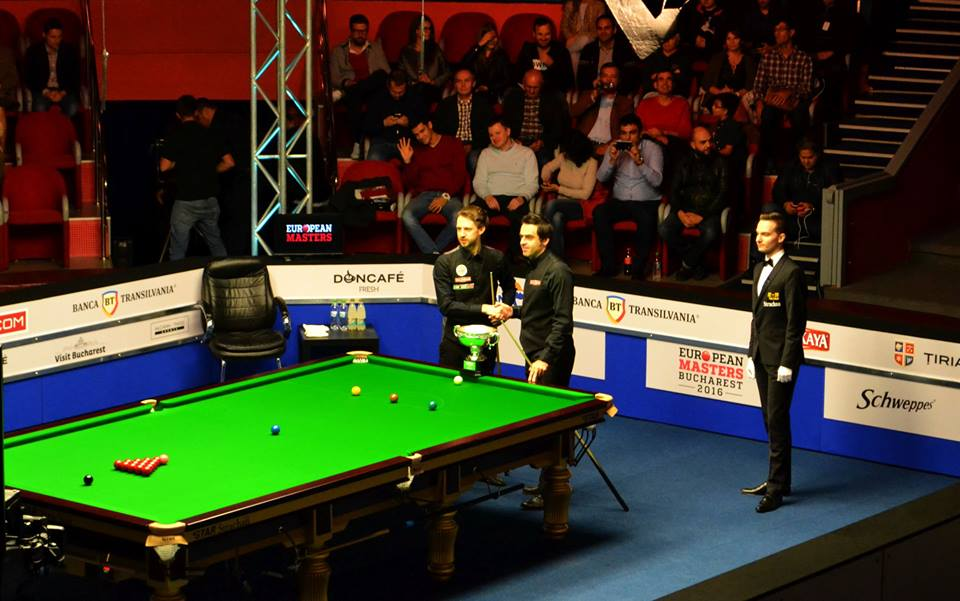
Judd Trump et Ronnie O'Sullivan, photographiés avec le trophée du Masters d'Europe en 2016, avant de disputer la finale de l'événement.

L'année suivante au Grand Prix mondial, il joue contre Ronnie O'Sullivan en finale pour la troisième fois de la saison 2014-2015. O'Sullivan mène d'abord par 7 à 4, puis Trump remporte les six frames suivantes, et le match (10-7). En quart de finale du championnat du monde, opposé à Ding Junhui, il réalise une prestation convaincante puisqu'il il écrase 13-4 le joueur chinois, avec quatre centuries à la clé. En demi-finale, le scénario est très différent face à Stuart Bingham puisque Bingham prend l'avantage et mène 16-14. Malgré deux centuries dans les manches suivantes pour revenir à 16-16, Trump perd la manche décisive en raison d'une erreur de replacement alors qu'il construisait un break. Fin 2015, il échoue en finale des Masters de Shanghai face au qualifié Kyren Wilson, au terme d'une frame décisive (10-9), comme en 2012 face à Higgins.
Lors de la saison suivante, Trump dispute cinq finales classées. Il en perd trois, à l'Open d'Angleterre 2016, battu par Liang Wenbo, à l'Open de Gibraltar 2017, battu par Shaun Murphy et à l'Open du pays de Galles 2017, battu par Stuart Bingham, et en gagne deux, aux Masters d'Europe face à Ronnie O'Sullivan en manche décisive et au championnat des joueurs face au Hong Kongais Marco Fu. En mars 2016, Trump triomphe au championnat de la ligue (tournoi sur invitation) pour la troisième fois de sa carrière. Le 8 octobre 2017, il remporte pour la première fois de sa carrière le même tournoi deux années consécutives (le Masters d'Europe) en battant Stuart Bingham 9-7.
Pendant la saison 2017-2018, il perd une troisième finale aux Masters de Shanghai, il est lourdement battu par Ronnie O'Sullivan 10 frames à 3. En janvier 2018, Trump atteint la troisième demi-finale de sa carrière au Masters et échoue, comme en 2012 et 2016, puisqu'il est battu par son compatriote Kyren Wilson. Au championnat du monde, il rencontre pour la première fois John Higgins au Crucible depuis leur finale en 2011. Trump y est encore battu, cette fois dans une manche décisive.

### Champion du monde et du Masters et domination du snooker mondial (2018-2021)
La saison 2018-2019 voit Trump monter en puissance. Vainqueur de l'Open d'Irlande du Nord en début de saison face à Ronnie O'Sullivan, il remporte pour la première fois le prestigieux Masters, toujours face à O'Sullivan qu'il domine 10 frames à 4. Quelques semaines plus tard, il remporte un nouveau tournoi classé au Grand Prix mondial, cette fois-ci en battant Ali Carter en finale, 10 à 6. Le 6 mai 2019, Trump s'adjuge pour la première fois de sa carrière le titre de champion du monde et devient le onzième joueur à compléter une triple couronne, c'est-à-dire remporter le Championnat du monde, le Championnat du Royaume-Uni et le Masters. En finale, il prend sa revanche sur John Higgins qui l'avait battu huit ans plus tôt en finale. Steve Davis, lui-même ancien champion du monde décrira cette performance comme « l'ascension d'un grand joueur de snooker ».

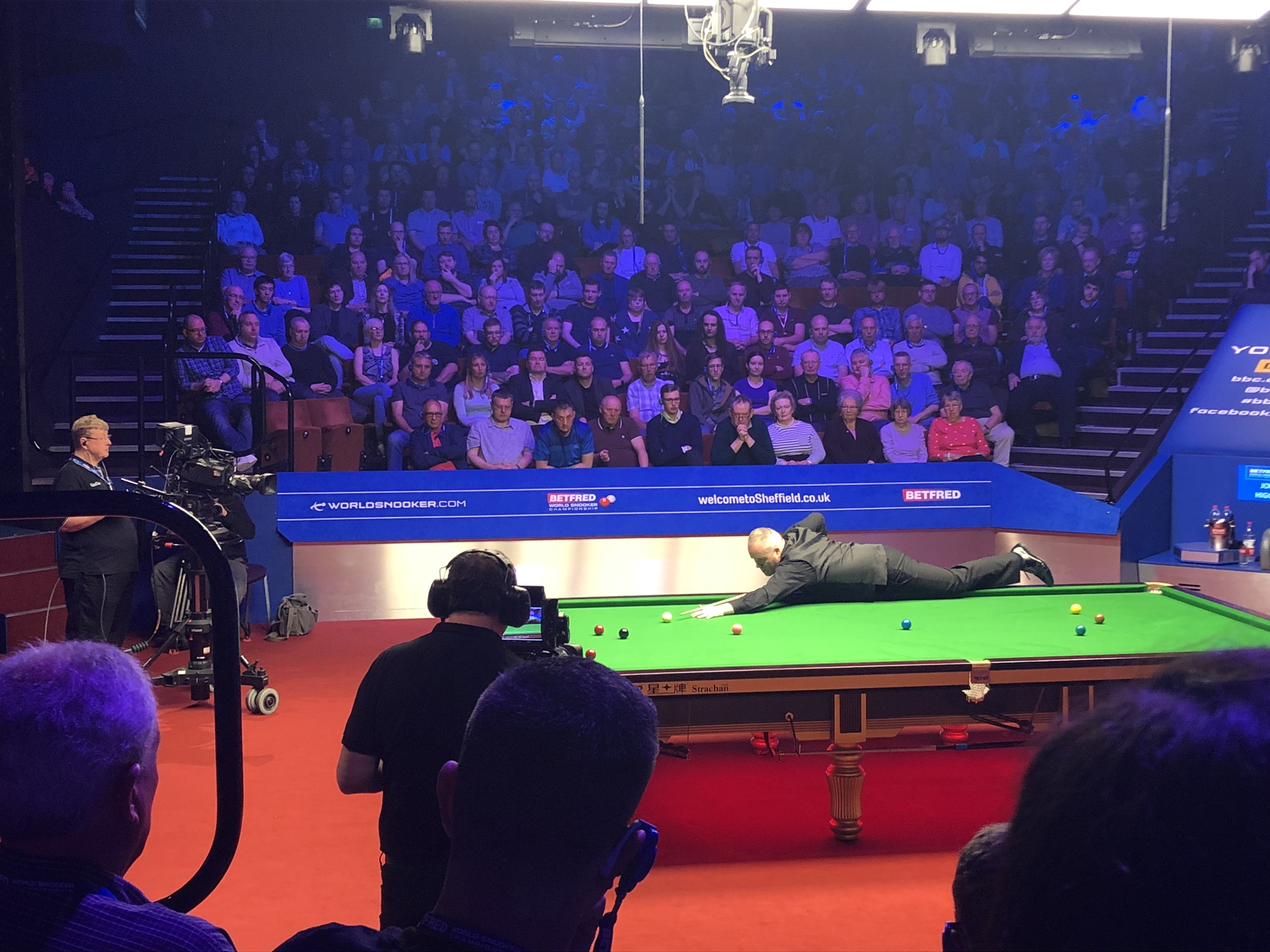
John Higgins, adversaire de Judd Trump lors de la finale du championnat du monde 2019.

En août 2019, Trump participe au championnat international, sa première apparition depuis son titre de champion du monde. Il gagne le tournoi en écrasant Shaun Murphy 10 manches à 3 en finale et récupère la place de no 1 mondial, devant Ronnie O'Sullivan. Au début de la saison, Trump remporte également l'Open mondial. Il bat aisément Thepchaiya Un-Nooh en finale (10-5). En novembre, il gagne son troisième tournoi classé de la saison, l'Open d'Irlande du Nord. En finale, il se défait de Ronnie O'Sullivan avec le même score que l'édition précédente (9-7). Malgré un échec aux qualifications du Masters d'Europe le mois suivant, Trump écarte Neil Robertson 9 manches à 6 en finale du Masters d'Allemagne, au terme d'une prestation solide, pour décrocher son quatrième titre classé de la saison. Le 1er mars 2020, il s'impose en finale du championnat des joueurs face à Yan Bingtao (10-4) et enregistre sa cinquième victoire cette saison. Deux semaines plus tard, Trump devient le premier joueur de l'histoire à avoir remporté six tournois classés durant une seule saison après avoir battu Kyren Wilson en finale de l'Open de Gibraltar, dans la manche décisive, devant un public réduit. Cependant, il arrive au championnat du monde avec une confiance réduite à cause du manque de compétitions lié au coronavirus. Après des victoires délicates contre Tom Ford (10-8) et Yan Bingtao (13-11), il n'échappe pas à la terrible malédiction du Crucible et s'incline par 13 manches à 9 contre Kyren Wilson. Il termine tout de même la saison à la première position du classement international, pour la première fois. Lors de son match du premier tour contre Tom Ford, il fait son 100e century break de la saison : il devient alorsle deuxième joueur après Neil Robertson à réaliser cet exploit.
La saison 2020-2021 de Judd Trump est encore une fois exceptionnelle. Il ajoute cinq titres classés à son palmarès (Open d'Irlande du Nord, Open d'Angleterre, Grand Prix mondial, Masters d'Allemagne et Open de Gibraltar), et franchit donc la barre symbolique des vingt titres classés en carrière. Son titre en Irlande du Nord est son troisième consécutif dans ce tournoi, chose qui n'était plus arrivée depuis les trois victoires consécutives de Stephen Hendry au championnat du Royaume-Uni (1994 à 1996). Il triomphe également en Allemagne et à Gibraltar pour la deuxième année de suite. De plus, il gagne trois de ces finales face au même adversaire, son ami Jack Lisowski. Trump compte également deux finales perdues, au championnat de la ligue et au championnat du Royaume-Uni,. Toutefois, il est déçu de sa performance au championnat du monde, où il est défait en quart de finale contre Shaun Murphy. Cet échec personnel ne l'empêche pas de terminer la saison à la première place mondiale. 

### Nouvelle finale au championnat du monde et deuxième Masters (depuis 2022)
Après un début de saison 2021-2022 délicat où Trump perd la place de numéro un mondial, il s'adjuge un premier succès au tournoi champion des champions, battant sur sa route Ryan Day (6-0), Kyren Wilson (6-0) et John Higgins (10-4),. Sa première finale classée de la saison intervient à l'Open du pays de Galles, mais il s'incline devant Joe Perry (9-5). Il enchaine dès la semaine suivante avec une nouvelle finale, lors du premier Masters de Turquie. Cette fois-ci, il la remporte en se débarrassant aisément de Matthew Selt (10-4), signant au passage son sixième break de 147 points en compétition. Trump atteint sa troisième finale au championnat du monde en mai 2022, s'inclinant face à Ronnie O'Sullivan (18-13). Cette performance lui permet de retrouver la 2e place mondiale en fin de saison. 
Malgré un 147, qui n'est autre que le septième de la carrière de Trump, l'Anglais doit s'incliner en finale du tournoi des champions, battu par O'Sullivan (10-6). Seulement quelques semaines après cette performance, l'Anglais réussit un nouveau break royal à l'Open d'Écosse, intégrant ainsi le cercle très fermé des joueurs qui ont réussi plusieurs breaks de 147 lors de la même saison. Il devient également le deuxième joueur à réaliser trois breaks maximaux la même année.  
Au Masters de janvier, Trump parvient à soulever le trophée, son deuxième en carrière. Après une entame difficile où il manque de peu de s'incliner face à Ryan Day, Trump réussit à monter en puissance, écrasant Stuart Bingham en demi-finale et dominant difficilement Mark Williams en finale (10-8). Sur sa bonne dynamique, le natif de Bristol parvient seulement quelques jours après ce succès à se hisser en finale du traditionnel Grand Prix. Opposé à l'homme en forme de la saison, Mark Allen, Trump cède face à la pression de la manche décisive, permettant à Allen de gagner son troisième titre de la saison. En mars, il est finaliste du championnat de la ligue.  

Trump commence bien sa saison 2023-2024 en remportant l'Open de Huangguoshu contre John Higgins, tournoi d'exhibition mis en place à Anshun en Chine. Quelques semaines après, il bat de nouveau Higgins pour se qualifier pour la finale du Masters d'Europe. Néanmoins, il s'y incline contre un Barry Hawkins opportuniste (9-6). En octobre, c'est au tour de Trump d'être opportuniste puisqu'il parvient à remporter l'Open d'Angleterre sans jouer son meilleur snooker. En demi-finale, il prend un mauvais départ, se retrouvant mené 5-2 par Higgins, à l'issue d'une première partie de rencontre décousue. Il finit par s'imposer en montrant un tout autre visage, ne laissant pas son adversaire scorer dans les trois dernières manches. En finale, il retrouve Zhang Anda qui dispute sa première finale en carrière. Là-encore, Trump commet beaucoup d'erreurs en début de match, permettant à l'outsider chinois de le devancer 5-3 après la première séquence. Mené ensuite 7 à 3, Trump parvient à élever son niveau de jeu pour s'imposer à l'expérience, 9-7. Trump prend ensuite un vol pour Wuhan à la dernière minute, où l'organisation a accepté de reporter son match au mercredi. Il se présente dans une forme bien meilleure que la semaine passée, écrasant un à un ses adversaires. En finale, il se montre moins impressionnant, mais s'impose à la confiance du moment, 10-7 contre Ali Carter.  

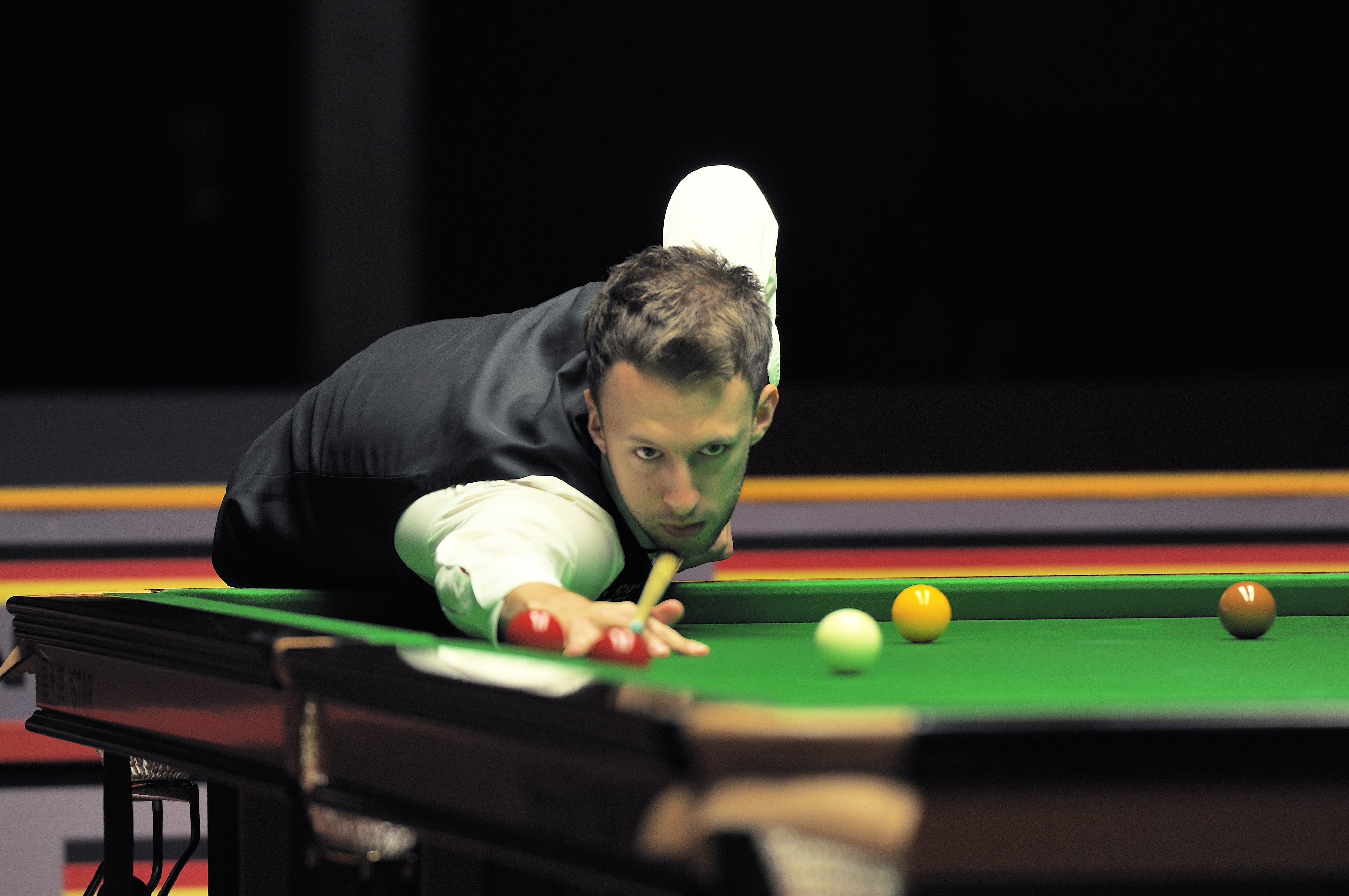
Trump en 2014.

Trump remporte l'Open d'Irlande du Nord pour la quatrième fois de sa carrière, sur le score de 9 manches à 3 face à Chris Wakelin. Il s'agit d'une série en cours de vingt matchs sans défaite pour Trump, qui s'adjuge un troisième tournoi consécutif après ses succès à l'Open d'Angleterre et à l'Open de Wuhan. Cette prouesse n'avait été réalisée que par les légendes du snooker : Ray Reardon, Steve Davis, Stephen Hendry et plus récemment en 2013 par Ding Junhui. Cette série prend fin après 22 victoires de rang, lorsqu'il est battu par Maguire au championnat international. Il reprend rapidement confiance lorsqu'il rejoint la finale du champion des champions pour la troisième année consécutive. Il est défait par Mark Allen, 10-3. En janvier 2024, il s'incline en finale du Grand Prix mondial contre Ronnie O'Sullivan (10-7). Quelques semaines après, début février, il s'adjuge son troisième titre au Masters d'Allemagne et quatrième succès de la saison, face au jeune joueur chinois Si Jiahui (10-5). Le 24 mars, il défend son titre à l'Open mondial, après quatre ans d'attente, s'imposant contre Ding Junhui (10-4).
En juillet 2024, Trump remporte le Masters de Shanghai pour la première fois de sa carrière, dominant notamment Ronnie O'Sullivan (quadruple tenant du titre) en demi-finale, puis Shaun Murphy en finale (11-5). Un mois après, il atteint une nouvelle finale en Chine, lors de la première édition du Grand Prix de Xi'an, mais s'incline contre Kyren Wilson (10 à 8). Dans la foulée, il remporte la première édition classée du Masters d'Arabie Saoudite, se débarrassant de Mark Williams en finale sur la dernière bille. Il figure à nouveau en tête du classement mondial, en septembre 2024. Lors de l'Open de Grande-Bretagne, Trump signe son millième century en carrière, devenant seulement le troisième joueur à réussir pareille performance. Cependant, à la fin du mois d'octobre, il perd son titre à l'Open d'Irlande du Nord, sèchement dominé par Kyren Wilson (9-3). Un mois après, il se console en remportant un deuxième titre au championnat du Royaume-Uni, tournoi qu'il n'avait plus remporté depuis treize ans.
En mars 2025, Trump s'incline en finale du championnat des joueurs contre Kyren Wilson (10-9). Il s'agit de sa cinquième finale de classement perdue contre cet adversaire, sur autant de finales disputées face à lui.

## Records
Malgré son âge, Judd Trump a inscrit son empreinte dans l'histoire du snooker et ce depuis tout jeune. En inscrivant un break maximal de 147 points à l'âge de quatorze ans, Trump devient le plus jeune joueur de l'histoire à réaliser une telle performance.
Pendant sa carrière professionnelle, il a également signé des records. Lors de la saison 2019-2020, il devient le tout premier joueur à remporter six tournois de classement en une seule saison, s’adjugeant le titre au championnat international, à l'Open mondial, à l'Open d'Irlande du Nord, au Masters d'Allemagne, au championnat des joueurs et enfin à l'Open de Gibraltar. Il co-détient avec John Higgins le record du nombre de centuries inscrits en finale du championnat du monde, lors de l'édition 2019. Au cours de la finale, Trump inscrit sept centuries, contre un total de quatre pour son adversaire. Il signe par la même occasion un record personnel ; celui du joueur ayant inscrit le plus de centuries au cours d'une finale au mondial (à égalité avec Ding Junhui).
Lors de la saison 2019-2020, il devient le deuxième joueur après Neil Robertson à réaliser 100 century breaks en une seule saison. Trump termine la saison avec 102 centuries, soit un de moins que le record de Robertson (103). L'Anglais renouvelle cet exploit durant la saison 2024-2025, en dépassant cette fois le précédent record établi par Robertson, avec 107 centuries.
Il co-détient avec Shaun Murphy le record du nombre de 147 réalisés au cours d'une même année.

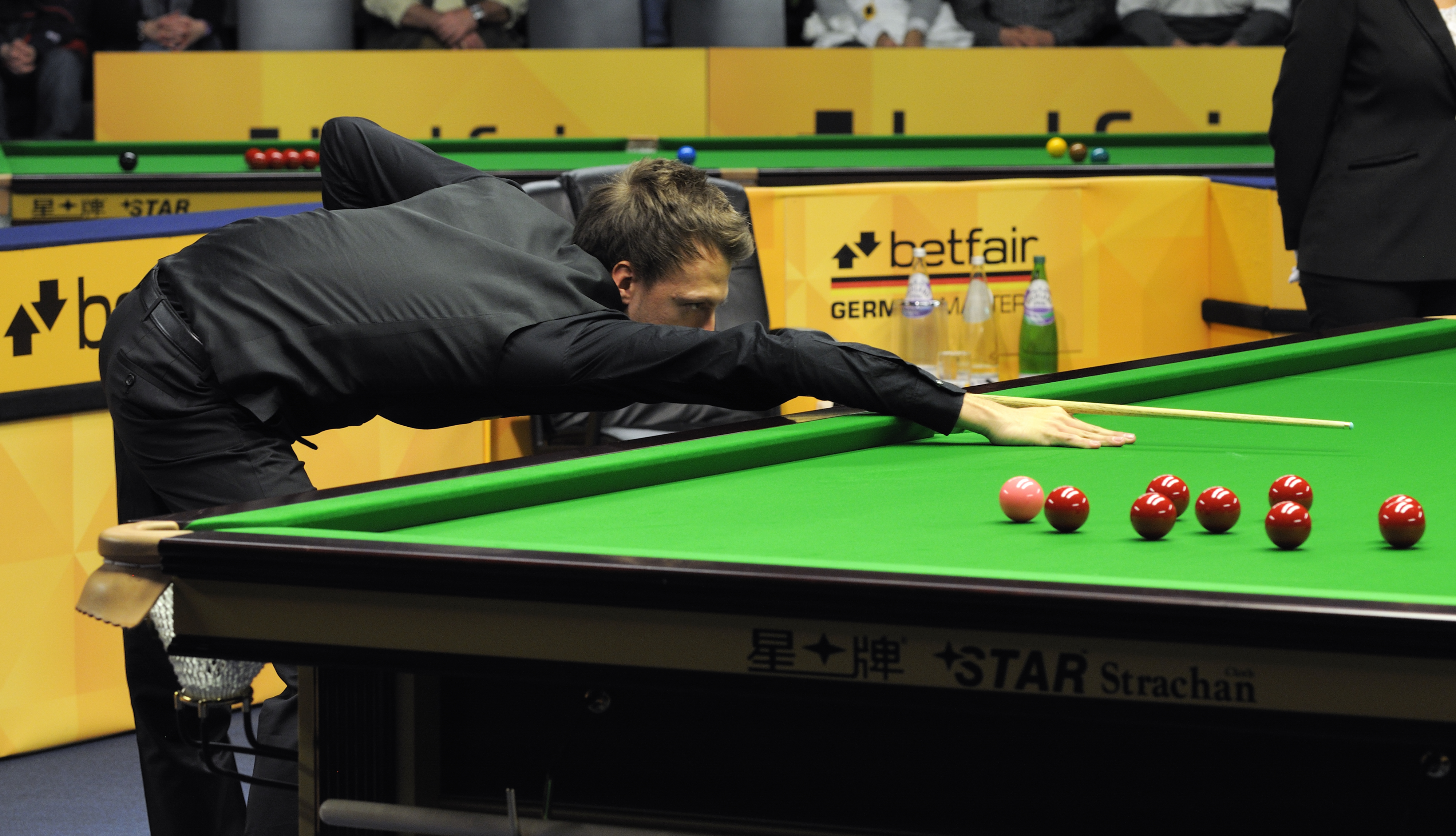
La technique de Judd Trump (image prise à Berlin, lors du Masters d'Allemagne 2013).

## Technique et style de jeu
Trump est droitier au quotidien mais tient sa queue de snooker avec sa main gauche. D'ailleurs, il lui arrive de jouer certains coups avec sa main droite, notamment afin d'éviter d'utiliser les reposoirs. L'Anglais possède une technique unique, qu'aucun autre joueur du circuit professionnel ne possède. En effet, lors de la préparation du coup, le limage, Trump vise la bille blanche de côté. Au moment d'impacter la bille blanche, il effectue un mouvement furtif avec son corps, ce qui lui permet de frapper la bille blanche au centre, et donc d'avoir une trajectoire de bille droite.
Judd Trump est un joueur au style de jeu rapide. C'est aussi un joueur au style de jeu offensif et spectaculaire. En effet, Trump prend parfois beaucoup de risques et tente d'empocher des billes qui semblent inatteignables. Souvent, lorsque son adversaire est hors-score, Trump empoche les dernières billes en réalisant des replacements spectaculaires, en plusieurs bandes et en imprimant des effets remarquables à la bille blanche. Par ailleurs, ses prises de risque lui ont souvent été reprochées. D'ailleurs, pour bon nombre d'observateurs, Trump aurait remporté la finale du championnat du monde de snooker 2011 s'il n'avait pas développé un jeu imprudent. Par la suite, l'Anglais a amélioré son jeu de défense au point de devenir un joueur très complet.

## Palmarès

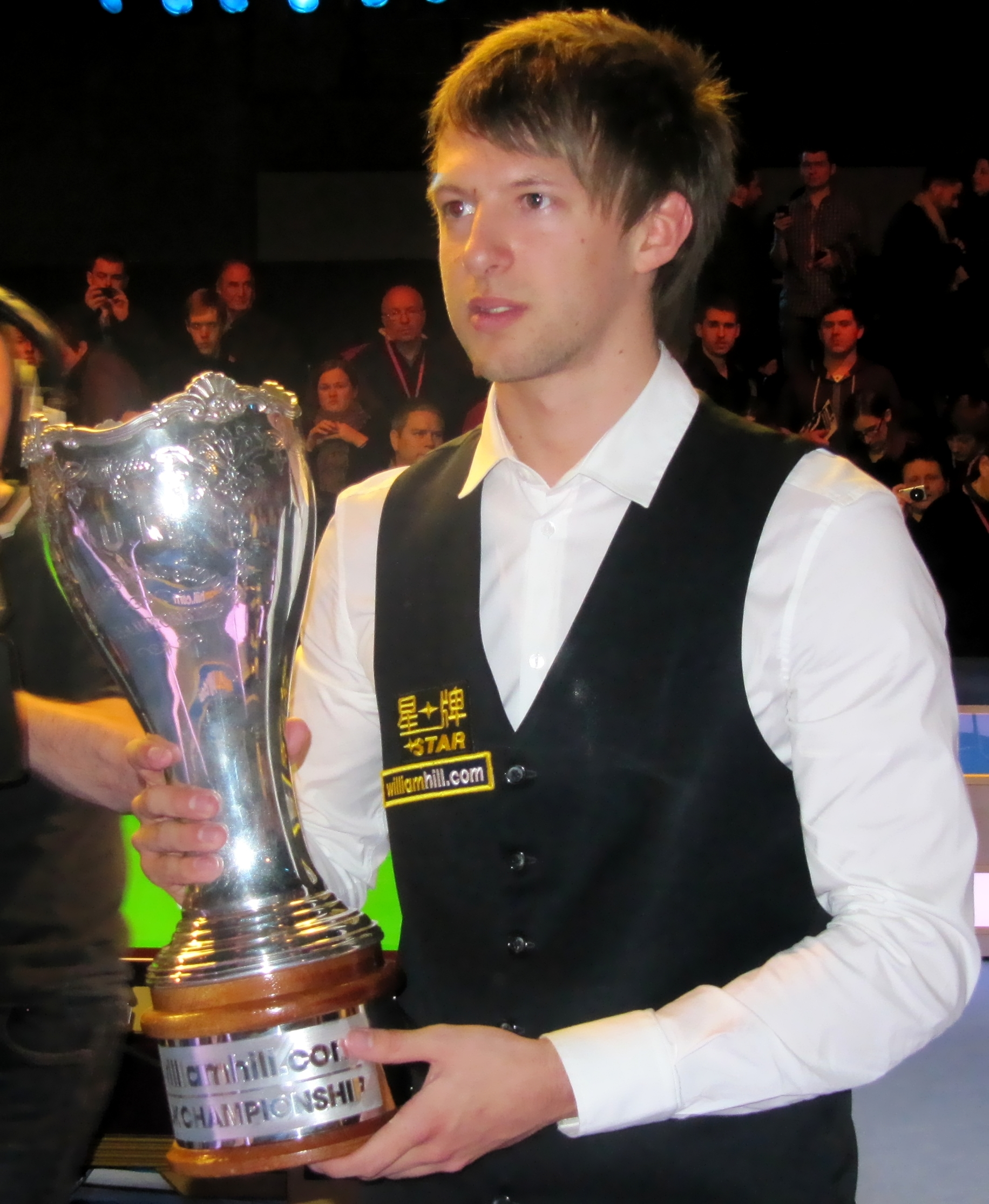
Judd Trump après son succès au championnat du Royaume-Uni en 2011.

| Légende | Catégorie                      | Titres                         | Finales                        |
|         | Tournois classés               | 30                             | 19                             |
|         | Tournois classés mineurs       | 4                              | 4                              |
|         | Tournois non classés           | 10                             | 7                              |
|         | Tournois en équipes            | 0                              | 1                              |
|         | Tournois pro-am                | 5                              | 3                              |
|         | Tournois amateurs              | 1                              | 0                              |
| Gras    | Tournois de la triple couronne | Tournois de la triple couronne | Tournois de la triple couronne |

### Titres

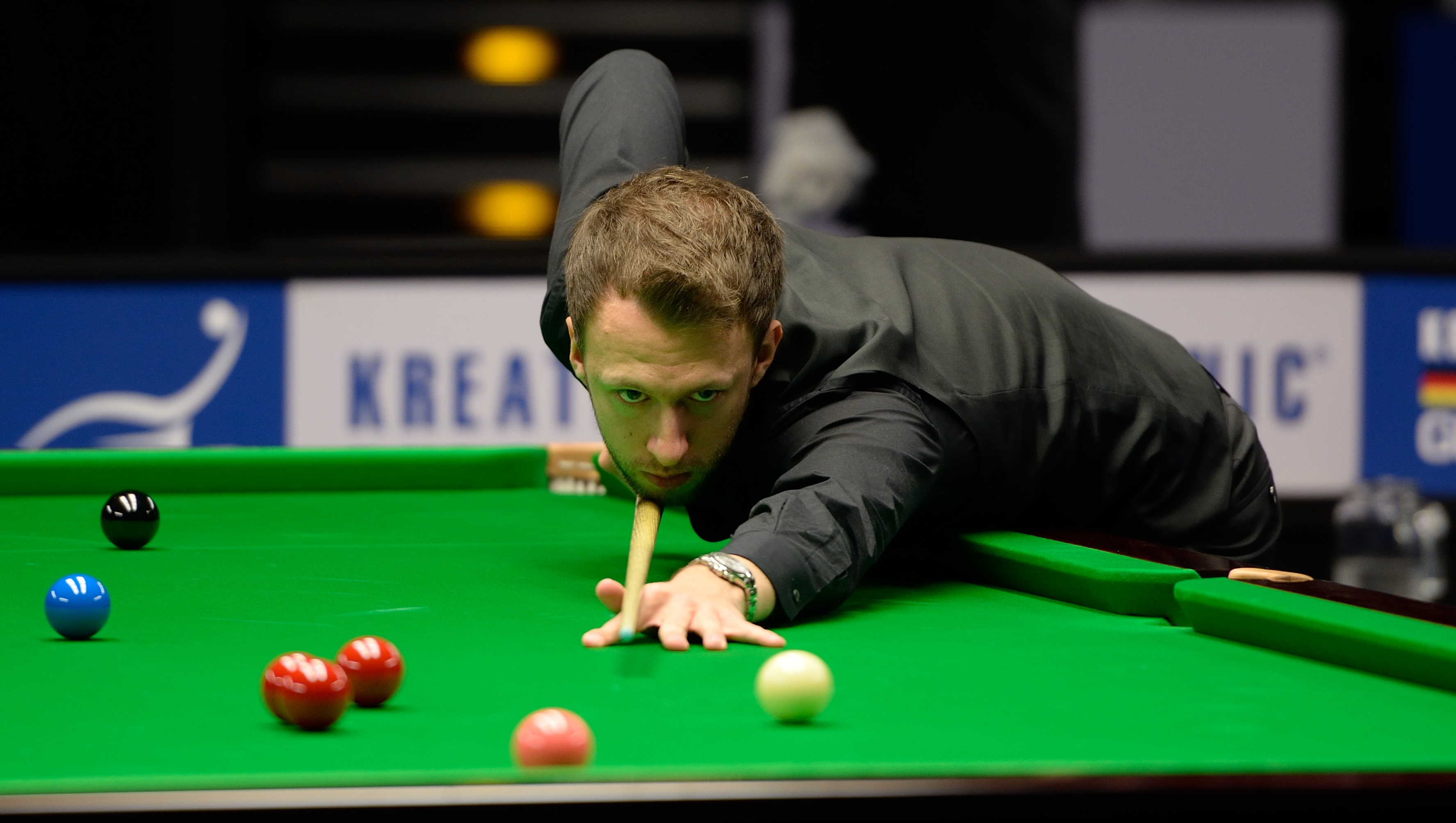
Judd Trump, jouant de la main droite.

| Saison    | Nom du tournoi                                | Lieu          | Finaliste          | Score | Tableau |
| 2002-2003 | Tournoi pro-am Pontins (printemps)            | Prestatyn     | Mike Hallett       | 4-2   |         |
| 2004      | Open d'Angleterre amateur                     | Angleterre    | Craig Steadman     | 8-7   |         |
| 2006      | Tournoi pro-am Pontins (épreuve 2 pro-am)     | Prestatyn     | Ryan Day           | 4-1   |         |
| 2006      | Tournoi pro-am Pontins (épreuve 3 pro-am)     | Prestatyn     | Michael Holt       | 4-1   |         |
| 2008-2009 | Épreuve qualificative au Masters              | Sheffield     | Mark Joyce         | 6-1   | Tableau |
| 2009      | Tournoi pro-am Pontins (épreuve 3 pro-am) (2) | Prestatyn     | Peter Lines        | 5-2   |         |
| 2008-2009 | Championnat de la ligue                       | Stock         | Mark Selby         | 3-2   | Tableau |
| 2010-2011 | Open d'Autriche                               | Wels          | Neil Robertson     | 6-4   |         |
| 2010-2011 | Classique Paul Hunter                         | Fürth         | Anthony Hamilton   | 4-3   | Tableau |
| 2010-2011 | Open de Chine                                 | Pékin         | Mark Selby         | 10-8  | Tableau |
| 2011-2012 | Épreuve 1 de Gloucester                       | Gloucester    | Ding Junhui        | 4-0   | Tableau |
| 2011-2012 | Open d'Anvers                                 | Anvers        | Ronnie O'Sullivan  | 4-3   | Tableau |
| 2011-2012 | Championnat du Royaume-Uni                    | York          | Mark Allen         | 10-8  | Tableau |
| 2012-2013 | Championnat international                     | Chengdu       | Neil Robertson     | 10-8  | Tableau |
| 2012-2013 | Open de Bulgarie                              | Sofia         | John Higgins       | 4-0   | Tableau |
| 2013-2014 | Championnat de la ligue (2)                   | Stock         | Martin Gould       | 3-1   | Tableau |
| 2014-2015 | Open d'Australie                              | Bendigo       | Neil Robertson     | 9-5   | Tableau |
| 2014-2015 | Grand Prix mondial                            | Llandudno     | Ronnie O'Sullivan  | 10-7  | Tableau |
| 2015-2016 | Championnat de la ligue                       | Stock         | Ronnie O'Sullivan  | 3-2   | Tableau |
| 2015-2016 | Open de Chine (2)                             | Pékin         | Ricky Walden       | 10-4  | Tableau |
| 2016-2017 | Masters d'Europe                              | Bucarest      | Ronnie O'Sullivan  | 9-8   | Tableau |
| 2016-2017 | Championnat des joueurs                       | Llandudno     | Marco Fu           | 10-8  | Tableau |
| 2017-2018 | Masters d'Europe (2)                          | Lommel        | Stuart Bingham     | 9-7   | Tableau |
| 2018-2019 | Open d'Irlande du Nord                        | Belfast       | Ronnie O'Sullivan  | 9-7   | Tableau |
| 2018-2019 | Masters                                       | Londres       | Ronnie O'Sullivan  | 10-4  | Tableau |
| 2018-2019 | Grand Prix mondial (2)                        | Cheltenham    | Ali Carter         | 10-6  | Tableau |
| 2018-2019 | Championnat du monde                          | Sheffield     | John Higgins       | 18-9  | Tableau |
| 2019-2020 | Championnat international                     | Daqing        | Shaun Murphy       | 10-3  | Tableau |
| 2019-2020 | Open mondial                                  | Yushan        | Thepchaiya Un-Nooh | 10-5  | Tableau |
| 2019-2020 | Open d'Irlande du Nord (2)                    | Belfast       | Ronnie O'Sullivan  | 9-7   | Tableau |
| 2019-2020 | Masters d'Allemagne                           | Berlin        | Neil Robertson     | 9-6   | Tableau |
| 2019-2020 | Championnat des joueurs (2)                   | Southport     | Yan Bingtao        | 10-4  | Tableau |
| 2019-2020 | Open de Gibraltar                             | Gibraltar     | Kyren Wilson       | 4-3   | Tableau |
| 2020-2021 | Open d'Angleterre                             | Milton Keynes | Neil Robertson     | 9-8   | Tableau |
| 2020-2021 | Open d'Irlande du Nord (3)                    | Milton Keynes | Ronnie O'Sullivan  | 9-7   | Tableau |
| 2020-2021 | Grand Prix mondial (3)                        | Milton Keynes | Jack Lisowski      | 10-7  | Tableau |
| 2020-2021 | Masters d'Allemagne (2)                       | Milton Keynes | Jack Lisowski      | 9-2   | Tableau |
| 2020-2021 | Open de Gibraltar (2)                         | Milton Keynes | Jack Lisowski      | 4-0   | Tableau |
| 2021-2022 | Champion des champions                        | Bolton        | John Higgins       | 10-4  | Tableau |
| 2021-2022 | Masters de Turquie                            | Antalya       | Matthew Selt       | 10-4  | Tableau |
| 2022-2023 | Masters (2)                                   | Londres       | Mark Williams      | 10-8  | Tableau |
| 2023-2024 | Open de Huangguoshu                           | Anshun        | John Higgins       | 5-1   |         |
| 2023-2024 | Open d'Angleterre (2)                         | Brentwood     | Zhang Anda         | 9-7   | Tableau |
| 2023-2024 | Open de Wuhan                                 | Wuhan         | Ali Carter         | 10-7  | Tableau |
| 2023-2024 | Open d'Irlande du Nord (4)                    | Belfast       | Chris Wakelin      | 9-3   | Tableau |
| 2023-2024 | Masters d'Allemagne (3)                       | Berlin        | Si Jiahui          | 10-5  | Tableau |
| 2023-2024 | Open mondial (2)                              | Yushan        | Ding Junhui        | 10-4  | Tableau |
| 2024-2025 | Masters de Shanghai                           | Shanghai      | Shaun Murphy       | 11-5  | Tableau |
| 2024-2025 | Masters d'Arabie Saoudite                     | Riyadh        | Mark Williams      | 10-9  | Tableau |
| 2024-2025 | Championnat du Royaume-Uni (2)                | York          | Barry Hawkins      | 10-8  | Tableau |

### Finales perdues
| Saison    | Nom du tournoi                            | Lieu          | Finaliste         | Score | Tableau |
| 2007      | Tournoi pro-am Pontins (épreuve 6 pro-am) | Prestatyn     | Dave Harold       | 3-4   |         |
| 2008      | Tournoi pro-am Pontins (épreuve 1 pro-am) | Prestatyn     | Stuart Bingham    | 1-4   |         |
| 2008      | Tournoi pro-am Pontins (épreuve 3 pro-am) | Prestatyn     | Peter Lines       | 3-4   |         |
| 2010-2011 | Championnat du monde                      | Sheffield     | John Higgins      | 15-18 | Tableau |
| 2011-2012 | Trophée international Alex Higgins        | Killarney     | Neil Robertson    | 1-4   | Tableau |
| 2011-2012 | Championnat de la ligue                   | Stock         | Ding Junhui       | 1-3   | Tableau |
| 2012-2013 | Masters de Shanghai                       | Shanghai      | John Higgins      | 9-10  | Tableau |
| 2012-2013 | Première ligue                            | Grimsby       | Stuart Bingham    | 2-7   |         |
| 2012-2013 | Coupe Kay Suzanne                         | Gloucester    | John Higgins      | 2-4   | Tableau |
| 2013-2014 | Masters d'Allemagne                       | Berlin        | Ding Junhui       | 5-9   | Tableau |
| 2013-2014 | Coupe Kay Suzanne (2)                     | Gloucester    | Mark Allen        | 1-4   | Tableau |
| 2014-2015 | Classique Paul Hunter                     | Fürth         | Mark Allen        | 2-4   | Tableau |
| 2014-2015 | Champion des champions                    | Coventry      | Ronnie O'Sullivan | 7-10  | Tableau |
| 2014-2015 | Championnat du Royaume-Uni                | York          | Ronnie O'Sullivan | 9-10  | Tableau |
| 2015-2016 | Masters de Shanghai (2)                   | Shanghai      | Kyren Wilson      | 9-10  | Tableau |
| 2016-2017 | Open d'Angleterre                         | Manchester    | Liang Wenbo       | 6-9   | Tableau |
| 2016-2017 | Open du pays de Galles                    | Cardiff       | Stuart Bingham    | 8-9   | Tableau |
| 2016-2017 | Open de Gibraltar                         | Gibraltar     | Shaun Murphy      | 2-4   | Tableau |
| 2017-2018 | Coupe du monde                            | Wuxi          | Chine             | 3-4   | Tableau |
| 2017-2018 | Masters de Shanghai (3)                   | Shanghai      | Ronnie O'Sullivan | 3-10  | Tableau |
| 2019-2020 | Champion des champions (2)                | Coventry      | Neil Robertson    | 9-10  | Tableau |
| 2020-2021 | Championnat de la ligue (2)               | Milton Keynes | Kyren Wilson      | 1-3   | Tableau |
| 2020-2021 | Championnat du Royaume-Uni (2)            | Milton Keynes | Neil Robertson    | 9-10  | Tableau |
| 2021-2022 | Open du pays de Galles (2)                | Newport       | Joe Perry         | 5-9   | Tableau |
| 2021-2022 | Championnat du monde (2)                  | Sheffield     | Ronnie O'Sullivan | 13-18 | Tableau |
| 2022-2023 | Champion des champions (3)                | Bolton        | Ronnie O'Sullivan | 6-10  | Tableau |
| 2022-2023 | Grand Prix mondial                        | Cheltenham    | Mark Allen        | 9-10  | Tableau |
| 2022-2023 | Championnat de la ligue (2)               | Leicester     | John Higgins      | 1-3   | Tableau |
| 2023-2024 | Masters d'Europe                          | Nuremberg     | Barry Hawkins     | 6-9   | Tableau |
| 2023-2024 | Champion des champions (4)                | Bolton        | Mark Allen        | 3-10  | Tableau |
| 2023-2024 | Grand Prix mondial (2)                    | Leicester     | Ronnie O'Sullivan | 7-10  | Tableau |
| 2024-2025 | Grand Prix de Xi'an                       | Xi'an         | Kyren Wilson      | 8-10  | Tableau |
| 2024-2025 | Open d'Irlande du Nord                    | Belfast       | Kyren Wilson      | 3-9   | Tableau |
| 2024-2025 | Championnat des joueurs                   | Telford       | Kyren Wilson      | 9-10  | Tableau |